# Mondo criminale
Mondo criminale è il primo LP dell'Hardcore punk band della Spezia Fall Out.

## Formazione
- Renzo Daveti: voce
- Marco Rinaldi: chitarra
- Giuseppe De Ruggero: basso
- Giampaolo Vigna: batteria

## Brani
1. Fall out distruttore - 3:28
2. Colpo su colpo - 2:57
3. 1-2-3-4 chiodi - 3:15
4. Il funerale della terra - 2:11
5. Post mortem - 5:35
6. Il giorno della fenice/Farenheit - 6:02
7. Elettrokillers - 3:18
8. Immolazione/Fagociti - 5:42
9. Armageddon (Atomtod) - 7:15